# Kitsman
Kitsman (en ukrainien : Кіцмань ; en russe : Кицмань ; en roumain : Coţmani ; en allemand : Kotzman) est une ville du raïon de Tchernivtsi, de l'oblast de Tchernivtsi, en Ukraine. Sa population s'élevait à 5 850 habitants en 2025.

## Géographie
Kitsman est située à 22 km au nord-ouest de Tchernivtsi et à 411 km au sud-ouest de Kiev.

## Histoire
La première mention de Kitsman remonte à 1413. Codrii Cozminului, les forêts situées entre les vallées de Siret et du Prout sont ainsi nommées car elles sont traversées par les routes qui relient Suceava, capitale médiévale de la principauté de Moldavie, à ce qui était alors la ville frontalière de Cozmin.

## Population
Recensements (*) ou estimations de la population :
| 1939  | 1959* | 1970* | 1979* | 1989* |
| ----- | ----- | ----- | ----- | ----- |
| 4 900 | 6 765 | 7 604 | 9 471 | 9 500 |

| 2001* | 2011  | 2012  | 2013  | 2014  |
| ----- | ----- | ----- | ----- | ----- |
| 7 608 | 6 995 | 6 904 | 6 762 | 6 603 |

## Personnalités
Sont nés à Kitsman :
- Volodymyr Ivassiouk (1949-1979), compositeur et poète ukrainien
- Ani Lorak (1978–), chanteuse ukrainienne, 2e au Concours Eurovision de la chanson 2008

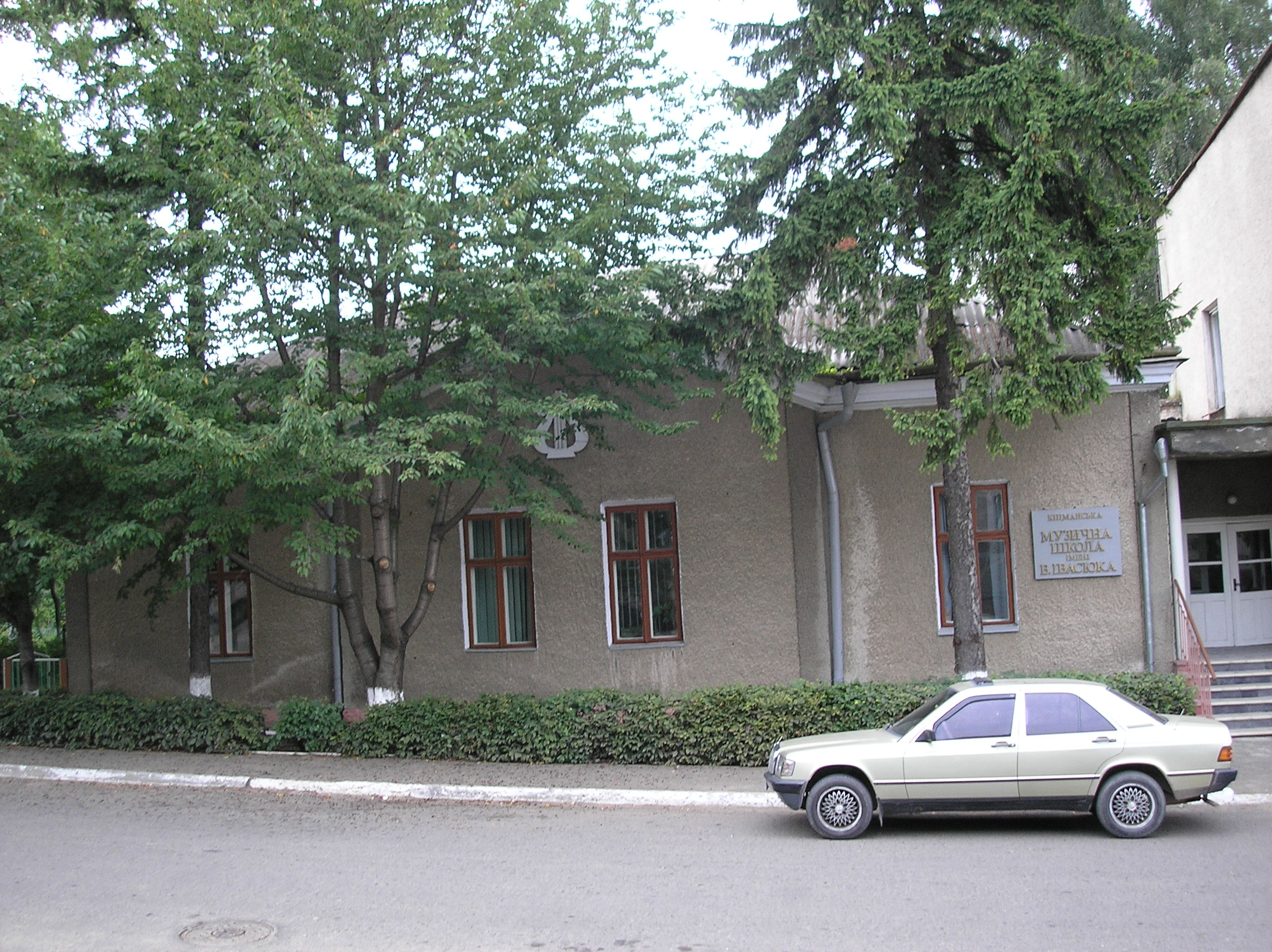
Musée Ivassiouk,
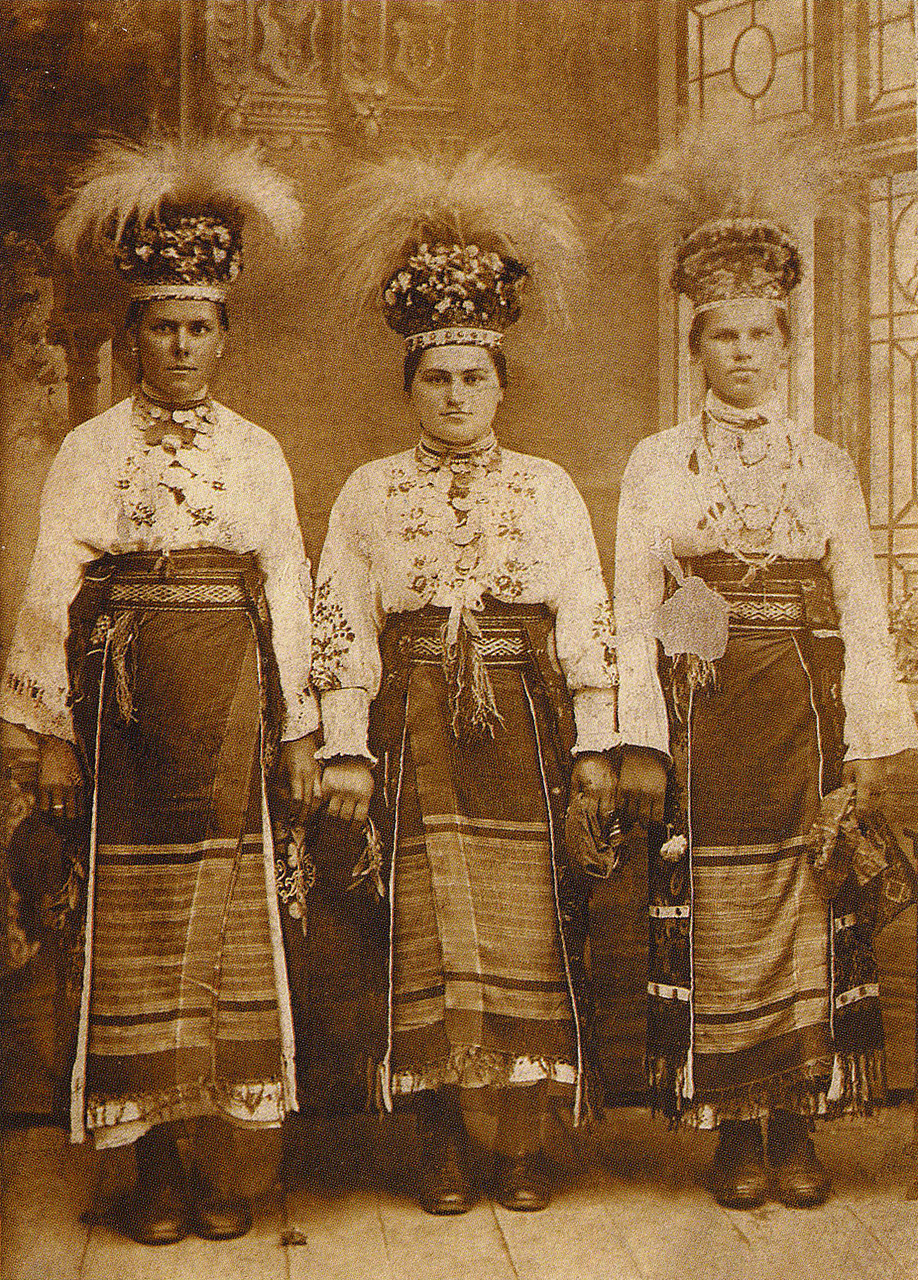
habits traditionnels en 1909,
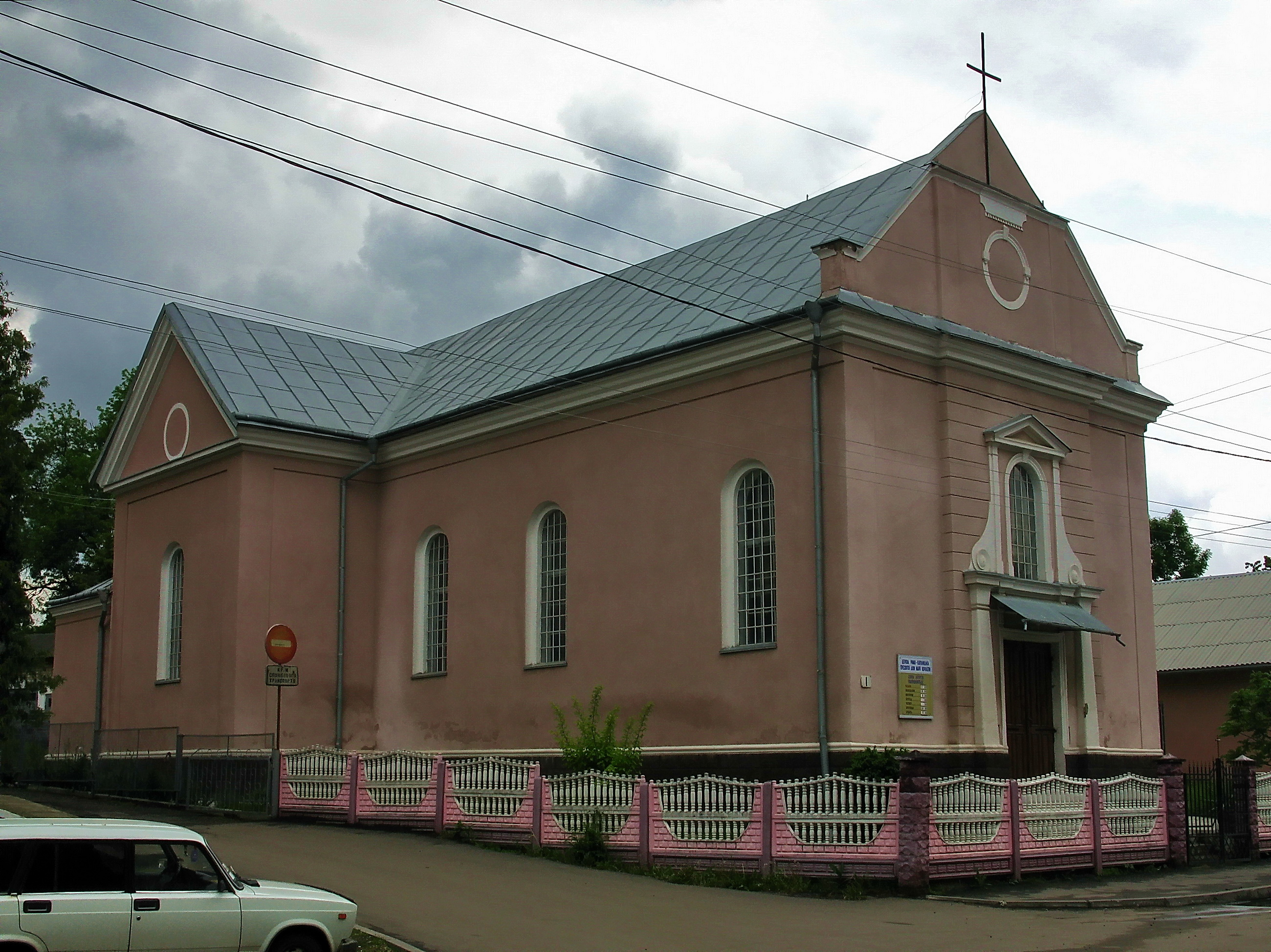
église de la Mère de Dieu classée[3],
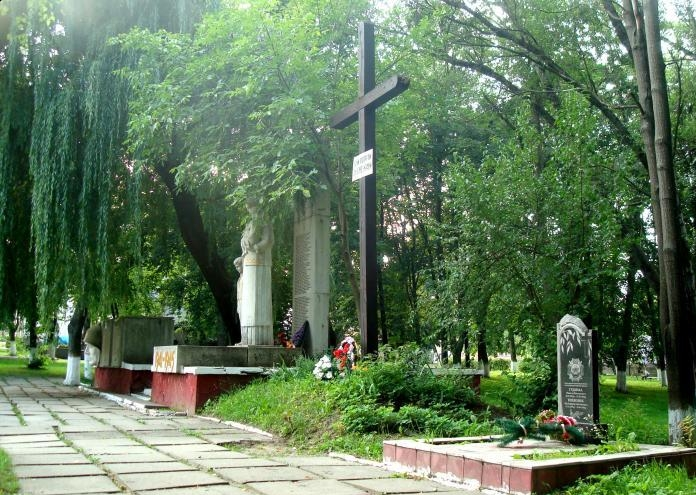
monument classé[4] aux victime de la grande guerre patriotique.